# 정충
정충(鄭沖, ? ~ 274년)은 중국 삼국 시대 사람으로, 자는 문화(文和)며 사주(司州) 형양군(滎陽郡) 개봉현(開封縣) - 동한의 행정구역 기준으로는 사례(司隷) 하남윤(河南尹) 개봉현(開封縣) - 사람이다.

## 행적
본래 한미한 집안 출신으로, 청빈하여 경사를 연구하기를 즐겼고 유학뿐 아니라 제자백가에도 박식했다.
위 문제가 태자가 되었을 때 태자문학이 되었고, 상서랑이 되었으며, 외직으로 나가 진류태수가 되었다. 조상이 보정할 때에는 종사중랑이 되었고 산기상시, 광록훈으로 승진했다. 가평 3년(251년) 12월, 사공이 되었다. 감로 원년(256년) 10월에는 사도가 되었다. 경원 4년(263년) 12월 19일에는 태보가 되었다. 그 지위는 3공보다 높았으며, 또 수광후(壽光侯)에 봉해졌다. 촉을 평정한 후, 진 문제는 가충, 양호 등에게 예의와 율령을 정하게 했으며, 이들은 먼저 정충에게 묻고 나서야 시행했다.
태시 원년(265년), 서진이 세워진 후 태부가 되었고, 작위는 수광공(壽光公)이었다. 사례교위 이의, 어사중승 후사광이 정충과 하증, 순의가 질병을 이유로 조회에 나오지 않으니 면직해야 한다고 상주했으나, 무제는 이를 받아들이지 않았다. 정충은 태시 9년(273년)에 다시 은퇴하기를 구했고, 이듬해에 죽었다. 무제는 조당에서 슬퍼했고, 태부를 추증했으며, 시호를 성(成)이라 했다. 아들이 없어 조카 정휘(鄭徽)가 뒤를 이었고, 정휘가 죽고 아들 정간(鄭簡)이 이었다.